# Letitia Fairfield

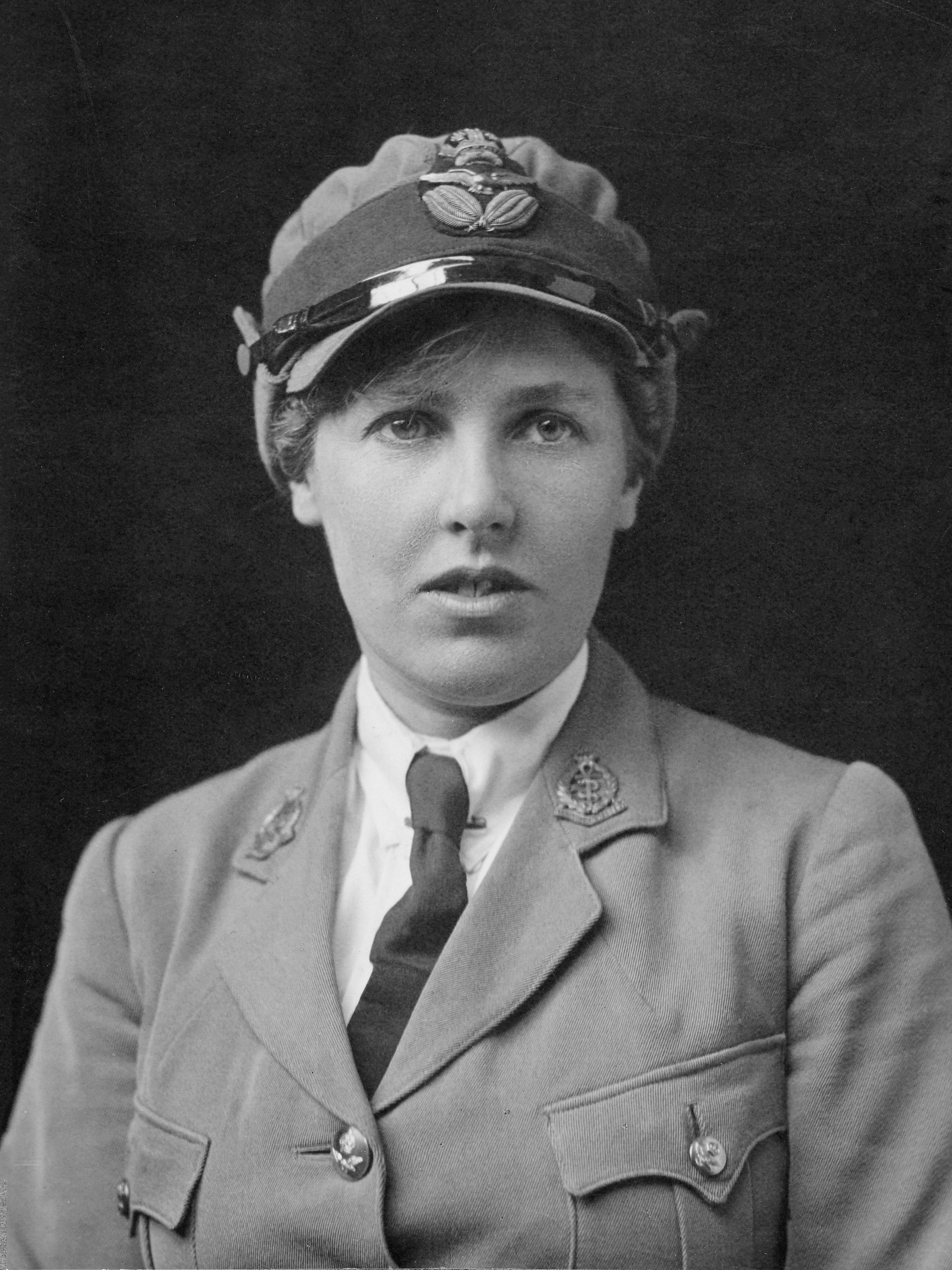
Letitia Fairfield in der Uniform der Royal Air Force

Josephine Letitia Denny Fairfield CBE (* 10. März 1885 in Melbourne, Australien; † 1. Februar 1978 in London, England) war eine britische Ärztin, Anwältin, Feministin und Sanitäterin im Ersten Weltkrieg. Sie wurde zum ersten weiblichen leitenden Arzt beim London County Council ernannt und erhielt einen CBE für ihre herausragenden Leistungen in der Medizin nach ihrem Einsatz im Ersten Weltkrieg.

## Leben und Werk

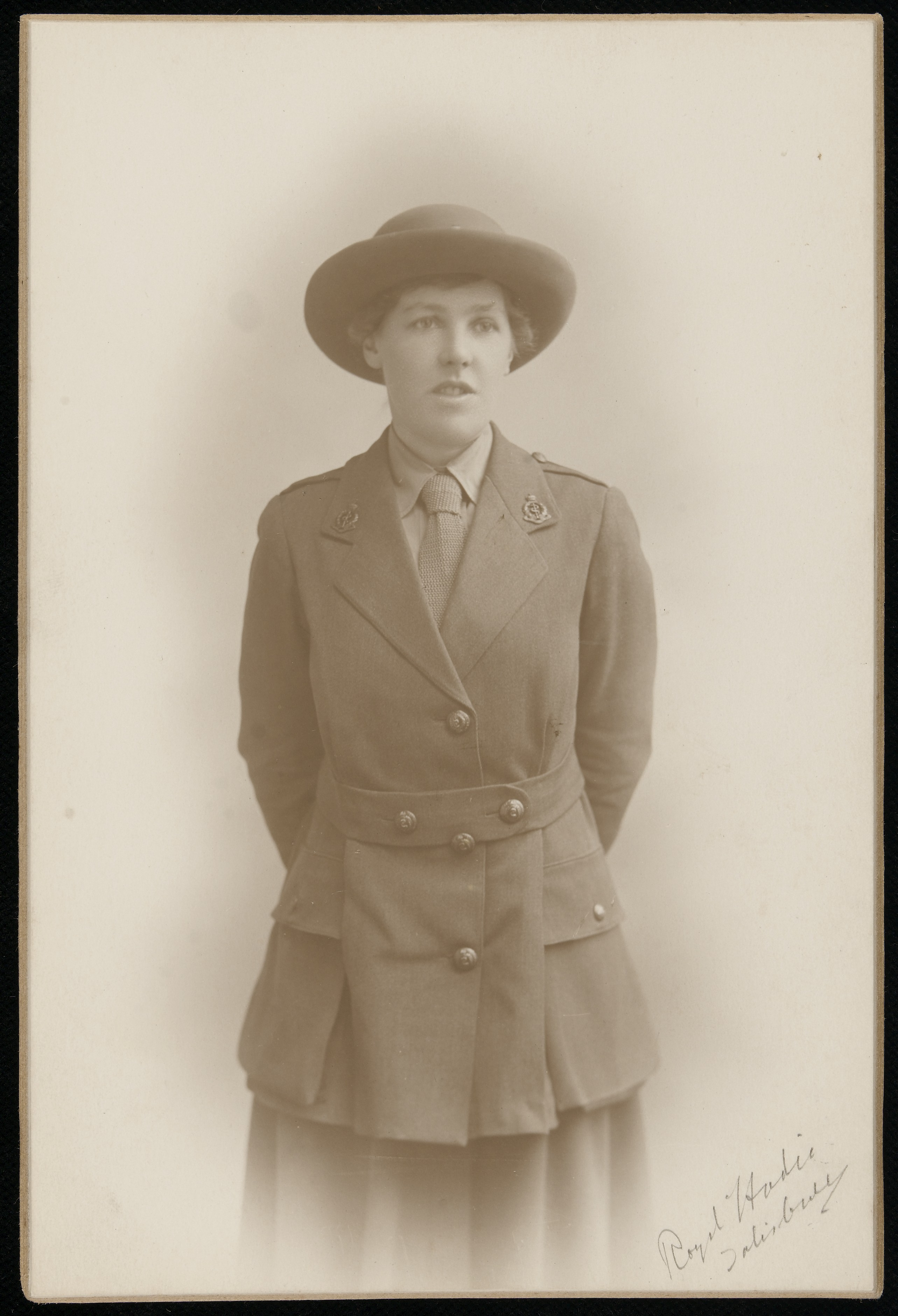
Letitia Fairfield in Armeeuniform. Hauptquartier des Südkommandos Salisbury, 1917.

Fairfield war die älteste von drei Töchtern des anglo-irischen Journalisten Charles George Fairfield und seiner schottischen Frau, der Pianistin Isabella Campbell Mackenzie. Ihr Vater verließ 1901 die Familie und sie zog mit ihrer Mutter und den zwei jüngeren Schwestern zu Verwandten nach Edinburgh. Eine der Schwestern, Cicely, wurde später unter dem Künstlernamen Rebecca West als Schriftstellerin bekannt.
Fairfield wurde am George Watson’s Ladies College ausgebildet und wurde dann an der Edinburgh Medical School for Women durch den Erhalt eines der ersten Carnegie-Stipendien zugelassen. Als Studentin war sie von mehreren Anatomiekursen ausgeschlossen, da man meinte, dass die männlichen Studenten in Verlegenheit gebracht würden. Obwohl sie 1907 die besten Noten ihres Jahrgangs und mehrere Auszeichnungen erhielt, wurde sie am Ende ihrer medizinischen Ausbildung nur für die am wenigsten angesehenen Asylstellen empfohlen.
Sie erhielt 1911 ihren Doktortitel von der University of Edinburgh zu einer Zeit, als es im Vereinigten Königreich nur etwa 600 registrierte Ärztinnen gab. Nach ihrem Studium zog Fairfield zurück nach London. Sie erwarb ein Diplom in öffentlicher Gesundheit an der University of London und übernahm eine Vollzeitstelle als medizinische Assistentin beim London County Council (LCC), wo sie bis 1948 arbeitete. Sie setzte sich dort für die Einrichtung neuer Gesundheitsämter ein, die sich insbesondere mit der Gesundheit von Frauen und Kindern befassten.

## Tätigkeit während der beiden Weltkriege
Während des Ersten Weltkriegs lehnte das Kriegsministerium ihr Hilfsangebot zunächst ab, da man annahm, dass die Hilfe von Ärztinnen nicht notwendig sei. Ende 1916, nach dem Tod zahlreicher männlicher Ärzte, wurde das Women’s Army Auxiliary Corps (WAAC) unter dem Kommando von Mona Chalmers Watson, einer weiteren Absolventin des Edinburgh Medical College for Women, gegründet. Die WAAC bestand aus 40.850 weiblichen Freiwilligen, von denen etwa 17.000 im Ausland dienten, und sollte nicht-kämpfende Aufgaben übernehmen. Fairfield wurde Chief Medical Officer und trug die Gesamtverantwortung für die medizinische Versorgung dieser Frauen. Anschließend wurde sie zur Inspektorin für medizinische Dienste der Royal Air Force befördert. Ihr Erfolg in dieser Rolle und ihr Beitrag zu den Kriegsanstrengungen wurden durch die Verleihung eines CBE am 10. Oktober 1919 gewürdigt. 1940 trat sie wieder in das Royal Army Medical Corps ein und wurde zur Senior Woman Medical Officer der Streitkräfte ernannt.

## Rechtsanwältin und Ärztin
Nach der königlichen Zustimmung zum Sex Disqualification (Removal) Act im Dezember 1919 und im Alter von 34 Jahren reichte sie zusammen mit Auvergne Doherty und neun anderen Frauen eine Zulassung am Middle Temple ein. Nach einer juristischen Ausbildung wurde sie 1923 als Rechtsanwältin zugelassen. Zur gleichen Zeit, als sie sich auf ihre Anwaltsprüfung vorbereitete, erhielt sie auch Unterweisungen für ihre Konversion zum römischen Katholizismus und wurde fast zeitgleich in die Kirche aufgenommen. Sie konvertierte zum römischen Katholizismus, obwohl sie mit der Ablehnung von Geburtenkontrolle und anderen Lehren nicht einverstanden war.
Zwischen den beiden Weltkriegen und bis zu ihrer Pensionierung im Jahr 1948 war sie für den London County Council tätig und leistete Pionierarbeit bei der Bereitstellung von Gesundheitsfürsorge für Frauen, beispielsweise durch die Spezialisierung auf Geburtshilfe und den Einsatz von Schmerzmitteln während der Wehen. Ein besonderer Schwerpunkt ihrer Arbeit lag auch auf den gesundheitlichen Belangen von Prostituierten, Homosexuellen und Armen.
Als der London County Council nach dem Local Government Act von 1929 die Verantwortung für die Londoner Poor-Law-Board-Krankenhäuser übernahm, überwachte sie die Spezialisierung auf Geburtshilfe und Müttermedizin sowie den Einsatz von Lokalanästhesie bei der Geburt. Nachdem sie den Mangel an kompetenten Sozialdiensten und präventiver Medizin erkannt hatte, gründete sie die ersten Behandlungszentren für Geschlechtskrankheiten in Großbritannien. Dies war das erste Beispiel eines staatlich finanzierten, landesweiten Gesundheitsdienstes. Sie forderte, dass jede obdachlose Frau mit Geschlechtskrankheiten von einem Sozialdienst besucht werde.
Sie war Mitglied der Women’s Social and Political Union (WSPU), stellvertretende Vorsitzende des Exekutivkomitees der (anglikanischen) Church League for Women’s Suffrage und von 1913 bis 1924 Mitglied des Exekutivrats der Fabian Women’s Group.
Fairfield zeigte Interesse an parapsychologischen Phänomenen, trat 1957 in die Society for Psychical Research ein und war von 1958 bis 1966 Mitglied des Verwaltungsrats. Ihre unveröffentlichten Arbeiten, die sich jetzt im SPR-Archiv der Universitätsbibliothek von Cambridge befinden, umfassen detaillierte Forschungen über Hexerei.
Fairfield starb 1978 im Alter von 92 Jahren.

## Ehrungen (Auswahl)
- 1965: Pro Ecclesia et Pontifice

## Veröffentlichungen
- The Problem of Confessions. Medico-Legal Journal Vol. 25, Issue 4, 1957, https://doi.org/10.1177/002581725702500402